# Frera

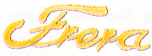
Frera logo

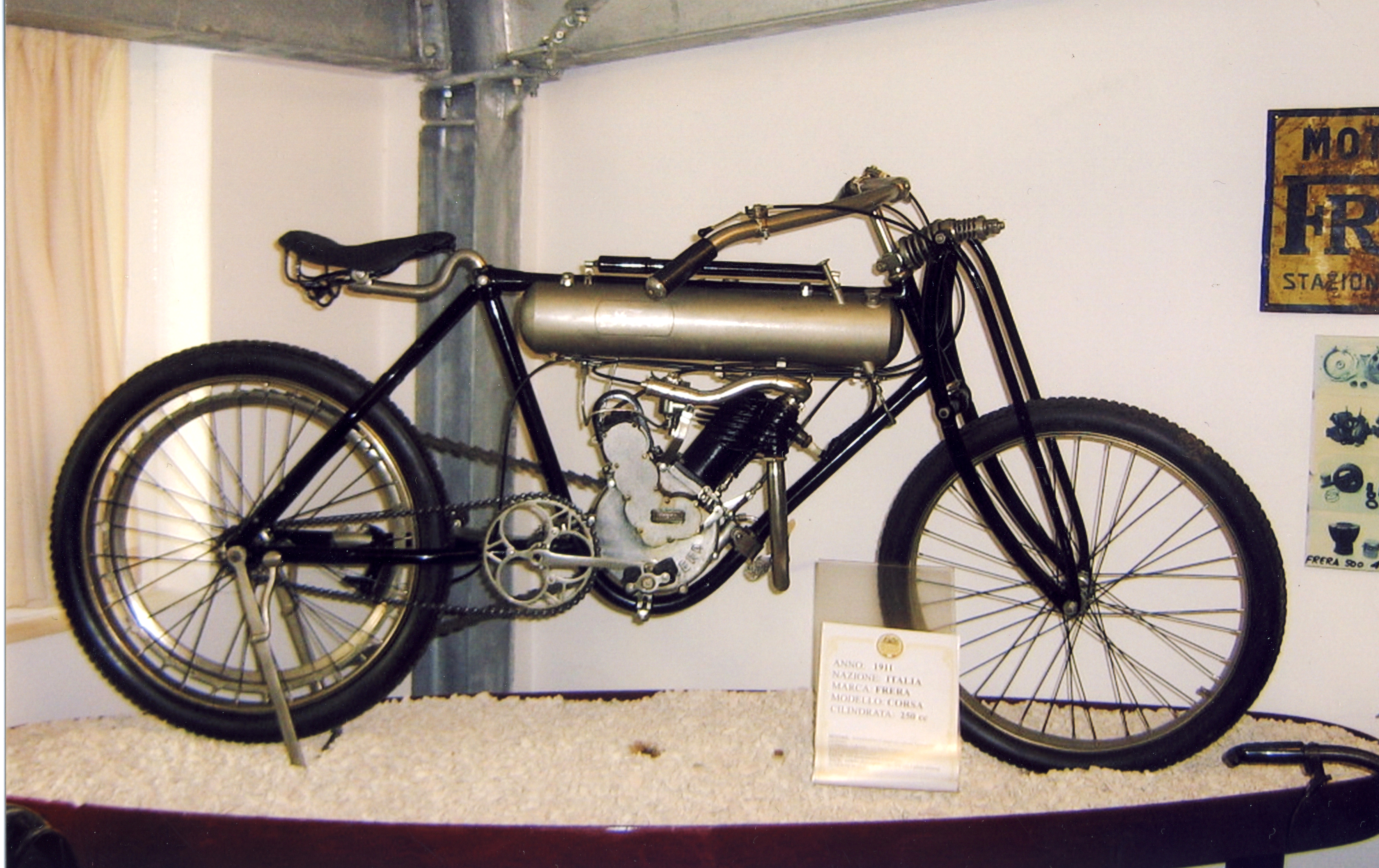
250 cc Frera Corsa uit 1911

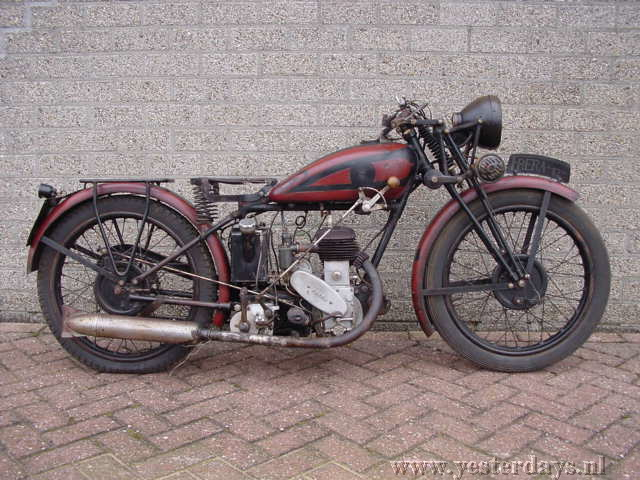
Frera Motoleggera 175 cc uit 1931

Frera is een Italiaans historisch merk van motorfietsen.
De bedrijfsnaam was: Societa Anonima Frera, Tradate (Varese), later S.r.L. Leonardo Frera, Tradate, Padova en Milano.

## Geschiedenis

### Jaren nul
Corrado Frera richtte zijn merk in 1906 op en het was tot aan de Eerste Wereldoorlog een van de leidende merken in Italië. Men produceerde dan ook hoogwaardige motorfietsen met inbouwmotoren van NSU, dat toen ook als toonaangevende producent van motorblokken gold. Frera wilde vanaf het begin een grote productielijn opzetten en slaagde daar ook in. Tot 1910 produceerde men voornamelijk eencilinders van 1¼- en 1½ pk die nog riemaandrijving hadden. De tank was cilindervormig en de motor was feitelijk een sloper, licht naar voren geneigd. Al snel leverde men ook 2pk-modellen die ook aan het Italiaanse leger werden geleverd. Men paste die machines niet voor het leger aan maar werkte eigenlijk andersom: de burgermodellen hadden bijvoorbeeld al de aanhangwagenkoppelingen die eventueel voor het leger nodig waren.

### Jaren tien
In 1911 werd de eerste Italiaanse lange-afstandrace georganiseerd. Op het door noodweer aangestaste onverharde parcours van 315 km won Mario Acerboni met een Frera in de wat vreemde klasse tot 334 cc. Slechts 9 van de 21 starters haalden in die race de finish. In 1912 verschenen nieuwe 2¼- en 2½pk-modellen die al duidelijk verbeterd waren en een geveerde parallellogramvork met schroefveren hadden. In 1913 volgde een 3½pk-model met een koppeling, versnellingsbak en chain-cum-belt drive. Bij het uitbreken van de Eerste Wereldoorlog leverde men al 300cc-2¼pk-eencilinders en 320cc-2¼pk tweecilinders. De eencilinders hadden nog snuffelkleppen (alleen voor de inlaat), de tweecilinders mechanisch gestuurde zijkleppen. Daarnaast waren er 420cc-eencilinders die 4 pk leverden en naar keuze met twee of drie versnellingen geleverd konden worden en zelfs een 570cc-eencilinder die ook 4 pk leverde en het eigen "Train alladeur" schakelsysteem van Frera had. De tweecilinders hadden V-twin-motoren van 795 cc en leverden 6 pk. Pas in 1915 ging men echte militaire motorfietsen maken maar men leverde ook de benodigde aanhangwagens voor het leger. Er kwamen nu ook zware V-twins van 1.140 cc. De zware modellen hadden volledige kettingaandrijving.

### Jaren twintig
In 1920 werden er nieuwe modellen aangekondigd. het waren 320- tot 568cc-eencilinder-viertakten, een 269cc-tweetakt en 750-, 792-, 965- en 1.135cc-V-twins. Het merk groeide nog meer, mede door een uitgebreid servicenet in heel Italië, waardoor het de klanten veel beter kon bedienen dan de concurrentie. De 1.135cc-machine was als zijspantrekker ontwikkeld en had daarom ook een achteruitversnelling. Er was ook een wegracer, een 743cc-tweecilinder met drie versnellingen en kopkleppen. Nieuw was een 269cc-tweetakt-eencilinder, die in 1922 werd opgevolgd door een 284cc-versie met twee versnellingen. In 1923 werd de zijspantrekker verbeterd, maar toen kwam er ook een eencilinder 495cc-wegracer met vier kopkleppen. In 1925 had het bedrijf 600 werknemers en verkocht het 2.500 motorfietsen per jaar.

### Jaren dertig
In 1929 trok oprichter Corrado Frera zich terug en Emilio Fossio werd president van het bedrijf. Emilio Santini werd algemeen directeur en de technische leiding kwam in handen van Corrado’s zoon Leonardo. Men wilde nieuwe modellen maken van 175-, 250-, 350- en 500 cc, waarvan de eerste drie zijkleppers en de laatste twee kopkleppers waren. Alleen de twee zwaarste modellen gingen daadwerkelijk in productie. In 1932 ging het al slecht met het bedrijf, maar toch presenteerde men de 500cc-Raid Confort met een vierversnellingsbak, een plaatstalen parallellogramvork en een swingarm achtervork, die 105 km/uur haalde. In 1933 werd de productie beëindigd, maar een groep aandeelhouders onder leiding van Paolo Soprani nam de productie weer op. Van 1931 tot 1934 bestond naast Frera ook de firma Leonardo Frera.

### Jaren veertig en -vijftig
In 1934 verdwenen beide merken, maar in 1949 nam Leonardo Frera de leiding bij Frera weer over. Hij ging lichte modellen produceren met Sterzi-motorblokken van 75- en 125 cc. Waarschijnlijk viel in 1956 het doek definitief.